# Кејн Савана (Јужна Каролина)
Кејн Савана (енгл. Cane Savannah) насељено је место без административног статуса у америчкој савезној држави Јужна Каролина.

## Демографија
По попису из 2010. године број становника је 1.117, што је 335 (-23,1%) становника мање него 2000. године.
| Група             | 2000.       | 2010.       |
| Белци             | 926 (63,8%) | 672 (60,2%) |
| Афроамериканци    | 504 (34,7%) | 399 (35,7%) |
| Азијати           | 9 (0,6%)    | 2 (0,2%)    |
| Хиспаноамериканци | 15 (1,0%)   | 14 (1,3%)   |
| Укупно            | 1.452       | 1.117       |